# فريدي شولز
فريدي شولز (مواليد 14 سبتمبر 1961) هو مبارز بالسيف ألماني غربي، مثّل بلاده في الألعاب الأولمبية الصيفية 1984.

## روابط خارجية
فريدي شولز على موقع أوليمبيديا (الإنجليزية)